# كاليب كليبورن هربرت
كاليب كليبورن هربرت هو سياسي أمريكي، ولد في 1814 في مقاطعة غووتشلاند في الولايات المتحدة، وتوفي في 5 يوليو 1867 في كولومبوس في الولايات المتحدة. انتخب عضو مجلس ولاية تكساس ‏.